# Drásovský kopeček
Drásovský kopeček byl původně samostatně chráněn jako přírodní památka ev. č. 690. Lokalita se nachází u obce Malhostovice v okrese Brno-venkov a byla pod správou pracoviště AOPK v Brně. Přírodní památka byla zrušena ke dni 1. července 2015 při zřízení nové přírodní památky Malhostovické kopečky, která kromě Drásovského kopečku zahrnuje i území blízké Malhostovické pecky.
Důvodem ochrany je zachování geomorfologicky významného vápencového útvaru s výskytem teplomilné květeny, převážně koniklece velkokvětého (Pulsatilla grandis). Součástí lokality je i malá skalní brána, která vznikla zřícením menší jeskyně.